# 壊音 KAI-ON
『壊音 KAI-ON』(かいおん）は、1993年に発表された篠原一の中編小説。第77回文學界新人賞受賞作。2002年、同作を原作とする奥秀太郎監督の映画『壊音 KAI-ON』が公開された。

## 概要
1993年、当時17歳の篠原一が史上最年少で文學界新人賞を受賞したデビュー作である。1995年に書籍化され、受賞後第一作となる「月齢」を併録して刊行された。2008年には続編となる「症例イデム」を収録した『壊音 KAI-ON/症例イデム』が刊行された。

## 書誌情報
- 1993年11月 『文學界』1993年12月号（文藝春秋）
- 1995年1月 『壊音 KAI-ON』（文藝春秋）ISBN 4163153004
- 1998年1月 『壊音 KAI-ON』（文春文庫）ISBN 416758901X
- 2008年5月 『壊音 KAI-ON/症例イデム』（ノンカフェブックス）ISBN 4990379055

## 映画

### 解説
篠原一の小説をベースに、台詞を排し音楽と映像で綴られた奥秀太郎初監督作品である。主要な男子中学生の役を少女達が演じている。クライマックスの校舎取り壊しのシーンは実際の取り壊し工事現場に侵入して撮影を行っており、他の多くのシーンもゲリラ撮影である。2002年、『日雇い刑事』と同時期に公開されたが、実際に制作されたのは2000年である。撮影時のトラブルにより途中でキャストが交代している。

### あらすじ（映画）
都内の私立中学校に通う三人、タキ、トト、ハジメはドラッグに耽っていた。最初はほんの好奇心から始めたのだったが、やがてそれは彼らの反抗期の複雑な精神状態と相まってエスカレートしていく。
か弱く、ひ弱で、完全にドラッグに溺れてしまったタキ。三人のなかでは最も大人びていて、ドラッグを売りさばいている、一線を踏み越えられない自分との葛藤に苦しむある春の日の授業中、タキが病院へ運ばれてしまう。
タキに付き添って病院に行ったトトとハジメだったが、病院の待ち合い室にいるうちに、彼らの心の中では何かが変化していく。

### スタッフ
- 監督・撮影・編集：奥秀太郎
- 原作：篠原一
- 音楽：大友良英

### キャスト
- 小林愛
- 宮道佐和子
- 岡光実和子
- 片山圭
- 中坪由起子
- 山ノ内奈穂子

### 出品歴
- 2002 SeNef film festival (ソウル) Special Mention受賞
- 2007 ブエノスアイレス国際映画祭（英語版）正式出品